# AA Internacional (Limeira)
Die Associação Atlética Internacional, auch als Inter de Limeira bekannt, ist ein Fußballverein aus Limeira, einer rund 150 km nordwestlich von São Paulo im Landesinneren des gleichnamigen brasilianischen Bundesstaates gelegenen Stadt mit rund einer viertelmillion Einwohner.
1986 gewann der Verein unter dem Trainer Pepe – als Spieler einer der großen Stars des FC Santos der Pelé-Ära – als erstes Team von außerhalb der Metropolen São Paulo und Santos die Staatsmeisterschaft.
Im Finale des Wettbewerbes bezwang Inter dabei den Hauptstadtklub Palmeiras. Auch wurde Inters João Leithardt Neto, Kampfname „Kita“, mit beachtlichen 24 Treffern Torschützenkönig des Wettbewerbes.
Bislang gelang es nur 1990 dem CA Bragantino, einer Mannschaft aus Bragança Paulista, einer noch kleineren Stadt, als Provinzmannschaft den Staatstitel zu gewinnen.
In der Glanzzeit war Internacional 1986 und 1988 auch national zweitklassig und in der brasilianischen Série B spielberechtigt.

## Gründung
Am 3. Oktober 1913 beschlossen die Spieler und Mitglieder des Arbeitervereins „Barroquinha“, einen professionellen Verein gründen und legten monatliche Beitragszahlungen fest. Zwei Tage später gründeten sie den neuen Verein, dessen Name die Kulturenvielfalt der Stadt Limeira, besiedelt unter anderem von Einwanderern aus Italien, Japan, Deutschland und Portugal, widerspiegeln sollte.
Der Name des Vereins wurde wohl auch in Anlehnung an den seinerzeit erfolgreichen, in späteren Jahren aber im FC São Paulo aufgegangenen Hauptstadtklub SC Internacional ausgewählt.

## Stadion
Internacional trägt seine Heimspiele im städtischen Estádio Major José Levy Sobrinho, im Allgemeinen Limerão genannt, aus. Die 1977 mit einem Spiel gegen den Hauptstadtklub SC Corinthians – die Gäste gewannen mit 3:2 – eingeweihte Sportstätte fasst dieser Tage rund 40.000 Zuseher. Beim Eröffnungmatch betrug der Besuch sogar 44.000 Leute, was bis heute Rekord ist.

## Trainer
- Oscar (1992)

## Erfolge
- Staatsmeisterschaft von São Paulo: 1986